# Helltaler Schlechten
Helltaler Schlechten (italsky Crepe di Val Chiara), nazývaná také Velká pyramida, je 2711 m vysoká hora nacházející se v Braiských Dolomitech v přírodním parku Fanes-Sennes-Braies v Jižním Tyrolsku. Severně od něj se nachází Dürrenstein. Výstup na vrchol je možný přes Plätzwiese severovýchodním směrem nebo ze Schluderbachu kolem chaty Dürrensteinhütte severním směrem. Z vrcholu je 360° panoramatický výhled na mnoho známých vrcholů a hor, jako jsou Hohe Gaisl, Drei Zinnen, Monte Cristallo nebo Tofana. Helltaler Schlechten jsou v zimě velmi oblíbené pro lyžařské túry nebo výlety na sněžnicích.